# 紙溜溜球

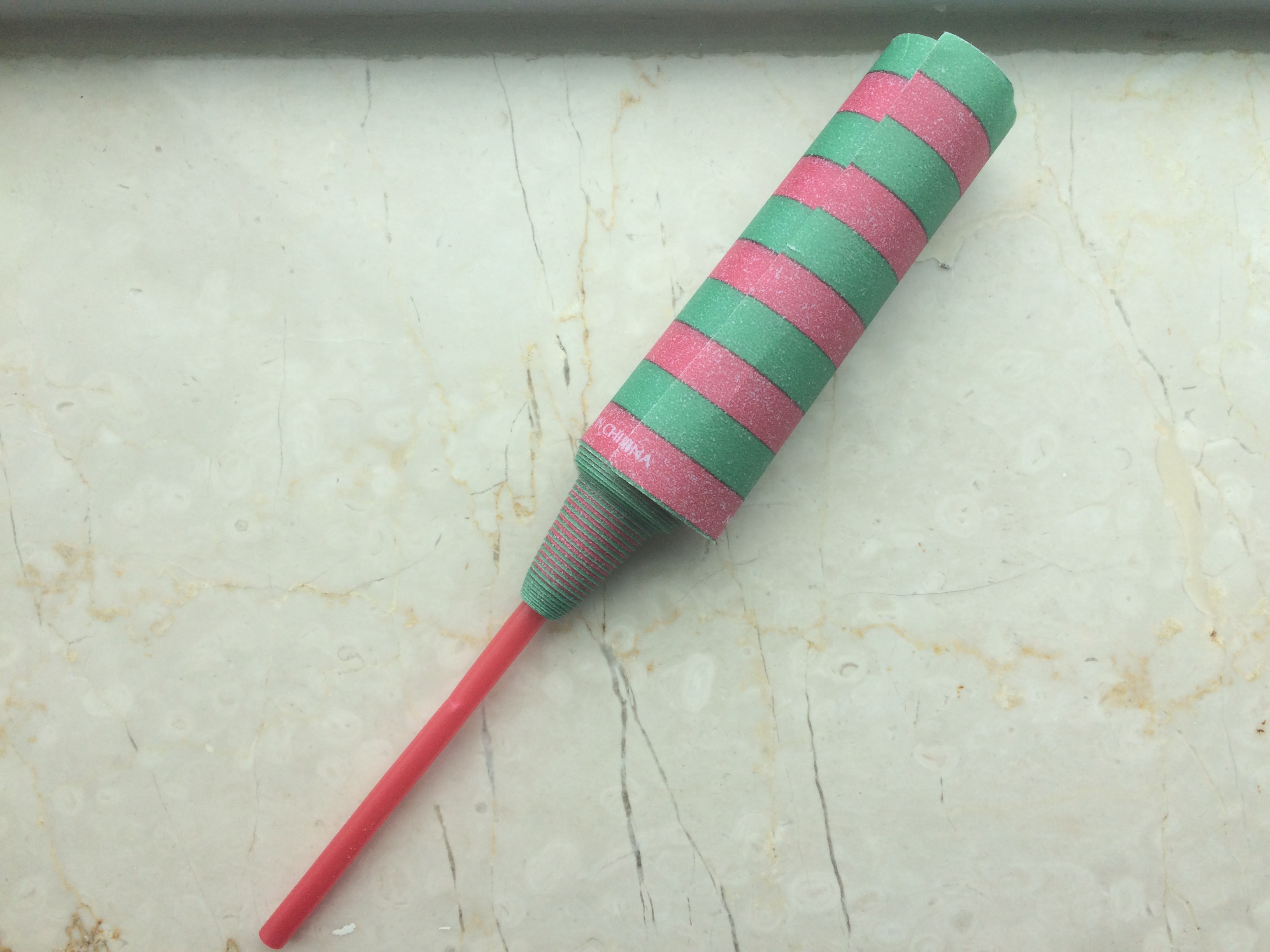
紙溜溜球

纸溜溜球亦称紙捲棒、伸縮紙捲、紙捲如意棒。是一種僅由棍子和長捲紙製成的玩具。當挥动手杖時，紙捲会向外延伸。 當棍子直立或停止挥动時，紙捲会再次壓縮。 紙張的彈簧運動(反复彈出来再收起)与溜溜球类似，因此称为纸溜溜球。 它也被稱為激光紙或中國搖搖，虽然和空竹的性质不同。

## 参看
- 溜溜球
- 空竹